# Psychiatrie
Psychiatrie is een medisch specialisme dat zich bezighoudt met psychische ziektebeelden en soms ook wel met de psychische gezondheid in het algemeen. Het gaat daarbij zowel om diagnostiek en behandeling (therapie) als om preventie en wetenschappelijk onderzoek naar de epidemiologie en werkingsmechanismen van deze aandoeningen. Het hoofddoel van de psychiatrie is het verlichten van psychisch lijden dat een gevolg is van psychiatrische aandoeningen en het vergroten van het psychisch welbevinden van de psychiatrisch patiënt en diens omgeving.
Een psychiater is een arts met een aanvullende opleiding tot specialist in de psychiatrie.
De term psychiatrie is geïntroduceerd in 1808 door Johann Christian Reil en is een samenvoeging van het Griekse psyche (ψυχὴ), wat ziel of geest betekent en iatros wat arts betekent (letterlijk geneeskunde van de ziel). De woorden psychiatrie en psychiatrisch worden ook wel in algemenere zin gebruikt om te verwijzen naar de geestelijke gezondheidszorg (ggz). Zo kan van een  psychiatrisch verpleegkundige worden gezegd dat die 'in de psychiatrie werkt' of van een ex-patiënt dat die 'in de psychiatrie heeft gezeten'. In de psychiatrie (ggz) werken naast psychiaters ook andere hulpverleners, zoals psychologen, verpleegkundigen, sociotherapeuten en vaktherapeuten.

## Behandeling
Psychiatrie maakt in principe gebruik van de medische aanpak, maar heeft wel zijn eigen kenmerken die in veel opzichten verschillen van die van de somatische geneeskunde. Behandelingen kunnen bestaan uit verschillende modaliteiten waaronder verschillende soorten gesprekstherapieën, non-verbale therapieën, geneesmiddelen zoals antipsychotica, antidepressiva, sedativa en anxiolytica. In de psychiatrie kunnen in België en Nederland – overigens net als in de somatische geneeskunde – mensen tegen hun zin worden vastgehouden en soms behandeld als ze een gevaar vormen voor zichzelf of voor anderen. Gedwongen behandeling is daarbij veel minder gemakkelijk mogelijk dan gedwongen opname.
Psychiatrie wordt beoefend door psychiaters, maar er zijn ook tal van andere behandelaars die zich met psychiatrische cliënten ofwel patiënten bezighouden. Voorbeelden zijn gz-psychologen, sociaal-psychiatrisch verpleegkundigen (Nederland), psychiatrisch verpleegkundigen, vaktherapeuten, sociotherapeuten, maatschappelijk werkers en ervaringsdeskundigen. De psychiater is – met de huisarts en de verpleegkundig specialist – als enige gerechtigd medicatie voor te schrijven.
Zoals in de hele geneeskunde geldt ook in de psychiatrie dat er ernstige, vrijwel onbehandelbare psychiatrische ziekten zijn en kwalen die vanzelf overgaan, en/of goed te behandelen zijn. Voor sommige aandoeningen bestaan medicamenten die met wisselend succes de symptomen onderdrukken en soms na een zekere periode weer kunnen worden afgebouwd. De effectiviteit van medicatie varieert van individu tot individu en vaak is een proefbehandeling de enige manier om te weten te komen of er effect optreedt. Medicijnen die genezen in de zin dat ze 'de oorzaak' van de ziekte verhelpen bestaan in de psychiatrie nog niet.

## Het kernprobleem van de psychiatrie
Een belangrijk probleem, misschien wel het kernprobleem in de psychiatrie, is dat de oorzaken van de meeste psychiatrische ziekten niet goed bekend zijn en in geen enkel geval werkelijk tot op de bodem worden begrepen. Een ziekte-indeling (nosologie) zoals die in de somatische geneeskunde meestal berust op een duidelijke oorzaak of onderliggend mechanisme, is in de psychiatrie (nog) niet haalbaar. Daarom wordt in de psychiatrie een ziekte-indeling gehanteerd die vooral uitgaat van de (groep van) symptomen. Een veel gehanteerde indeling is die volgens het Amerikaanse Diagnostic and Statistical Manual of Mental Disorders (DSM). Er is wel veel onderzoek gedaan en nog steeds gaande, waarbij bij vele ziekten biochemische afwijkingen, erfelijke factoren en omgevingsfactoren zijn gevonden die met de ziekte samengaan, maar van een duidelijke, aantoonbare oorzaak-gevolgrelatie is meestal geen sprake.
Ook rijst altijd de vraag of lichamelijke afwijkingen, b.v. in de hersenen, oorzaak of gevolg van de ziekte zouden zijn. In de loop der eeuwen zijn daarom voor bijna iedere psychiatrische ziekte vele hypothesen over de oorzaak opgesteld, die sterk aan mode onderhevig zijn en waarvoor er meestal ook geen bewijs kan worden geleverd. Er zijn perioden geweest dat psychiatrische ziekten vooral aan de omgeving werden geweten, aan de situatie in het gezin van de patiënt als kind, aan de erfelijkheid, en bij verder teruggaan in de geschiedenis van bezetenheid door demonen, enz. Bij de meeste ziekten bestaan er bovendien diverse verklaringsmodellen die elkaar soms aanvullen maar soms ook tegenspreken.
In de eenentwintigste eeuw maakt de 'biologische psychiatrie' opgang, die stelt dat aan de meeste of zelfs alle psychiatrische ziekten een pathologisch proces in de hersenen ten grondslag ligt. Het onderliggende filosofische standpunt dat de geest zich alleen manifesteert dankzij onderliggende fysieke structuren (de hersenen) wordt niet door iedereen geaccepteerd, en het debat hierover woedt eigenlijk al sinds Descartes. De hersenen zijn een zeer complex orgaan, dat zich maar moeilijk voor onderzoek bij levende mensen leent. Niettemin zijn in praktische zin vorderingen geboekt bij de behandeling met medicamenten van de belangrijkste 'grote' psychiatrische ziekten, depressie en schizofrenie. De symptomen van deze aandoeningen kunnen vaak zodanig teruggedrongen worden dat mensen niet meer voor de rest van hun leven in een psychiatrisch ziekenhuis behoeven te verblijven.

## Diagnostiek
Iedere vorm van rationele geneeskunde kan pas beginnen als er een methode bestaat om patiënten met soortgelijke aandoeningen te groeperen onder een diagnose. Pas dan wordt het mogelijk bij mensen met dezelfde diagnose behandelingen in te stellen en systematisch te evalueren hoe goed die werken. Hieraan heeft het heel lang geschort in de psychiatrie. Pas door psychiaters als Emil Kraepelin en later Eugen Bleuler werden pogingen ondernomen om een systematiek van psychiatrische diagnosen te ontwerpen. Traditioneel had iedere psychiater zijn eigen methode om diagnosen te stellen en die methoden verschilden ook sterk tussen landen en tussen scholen in de psychiatrie. De diagnose 'schizofrenie' betekende in Europa bijvoorbeeld iets heel anders dan in de Verenigde Staten. Hierdoor werd het moeilijk om te bepalen of een behandeling in de ene kliniek ook zinvol kon zijn in een andere, omdat in die kliniek misschien wel een heel andere groep mensen werd begrepen onder die diagnose.

### DSM
Om aan deze spraakverwarring een halt toe te roepen is het Diagnostic and Statistical Manual of Mental Disorders (DSM) in het leven geroepen. IN 2013 kwam het DSM-5 gereed dat op sommige gebieden grote verschillen vertoont met de vierde editie. DSM-5 verscheen in 2014 in het Nederlands.
In het DSM worden alle diagnosen operationeel gedefinieerd, dat wil zeggen dat iemand die met de patiënt praat en het boekje in de hand heeft (of in het hoofd) in het ideale geval van iedere diagnose kan zeggen of deze gesteld kan worden of niet, en dat onderzoek door verschillende artsen bij dezelfde patiënt ook inderdaad tot dezelfde diagnose leidt. Dit is een ideaal dat nooit kan worden bereikt, omdat ook vrijwel alle psychiatrische symptomen in verschillende graad kunnen voorkomen, van normaal tot duidelijk pathologisch. Wanneer is iemand ziekelijk jaloers, of ziekelijk somber? De beoordeling of een individueel symptoom bij iemand aanwezig is kan dus ook tussen verschillende waarnemers variëren.
Er staan veel lijstjes van symptomen in het DSM, waarbij de patiënt er dan vaak enkele beslist moet hebben voor de diagnose kan worden gesteld terwijl er meestal een aantal nevensymptomen bij staan die de diagnose verder kunnen ondersteunen.
Het DSM pretendeert niet de oorzaak van de beschreven beelden te weten; het is puur een poging om te bevorderen dat patiënten met vergelijkbare symptomen ook een vergelijkbare diagnose krijgen, zodat ze behandeld kunnen worden met methoden die bij een vergelijkbare groep mensen onderzocht zijn en die daarbij werkten. Het DSM is een nomenclatuur. Het DSM maakt daarnaast gebruik van een meer-assige diagnose om de situatie van de patiënt zo nauwkeurig mogelijk te beschrijven. Er wordt niet alleen naar het actuele probleem gekeken, maar ook naar de persoonlijkheidsstructuur, factoren in de omgeving, lichamelijke ziekten en de lijdenslast die de situatie meebrengt.
Het DSM is dus een beschrijvende lijst van psychische stoornissen, bijvoorbeeld depressie, neurose, psychose, aboulie, OCD, schizofrenie, persoonlijkheidsstoornissen enz., zoals die onder andere in de westerse wereld voorkomen en onderzocht zijn. (In landen met niet-westerse culturen komen soms verschijnselen voor die in westerse ogen psychiatrisch van aard zijn maar binnen die cultuur in een ander kader geplaatst worden, zoals bijvoorbeeld het geloof in winti in Suriname). Het DSM wordt geregeld (ongeveer om de tien jaar) herzien als de inzichten over welke eigenschappen kenmerkend zijn voor een bepaald beeld veranderen. Dit moet natuurlijk niet al te vaak gebeuren omdat er geen wetenschappelijk onderzoek opgezet kan worden op basis van een diagnose als die diagnose in de tussentijd steeds verandert.

## Deelgebieden
Binnen de psychiatrie kunnen de volgende deelgebieden onderscheiden worden.
- Eerstelijnspsychiatrie
- Forensische psychiatrie
- Kinder- en jeugdpsychiatrie
- Ouderenpsychiatrie
- Neuropsychiatrie
- Sociale psychiatrie
- Transculturele psychiatrie
- Verslavingsgeneeskunde
- Ziekenhuispsychiatrie

Naast psychiatrische sub-specialisaties hebben ook disciplines als neurologie, neurochirurgie en psychologie veel raakvlakken met de psychiatrie.

## Veel voorkomende psychiatrische ziektebeelden
Psychiatrische aandoeningen manifesteren zich in de loop van het leven bij een groot percentage van de bevolking. Ongeveer 0,5-1,1% van de bevolking, wereldwijd en in alle samenlevingen, lijdt aan schizofrenie. Een groot deel van de mensen maakt minstens eenmaal in zijn of haar leven een depressie door, en op ieder moment is ongeveer 5% van de bevolking depressief. Daarnaast komen fobieën en ernstige persoonlijkheidsstoornissen heel veel voor.

## Verplichte zorg
De Wet verplichte ggz (WvGGZ) is bedoeld om te komen tot een verantwoorde toepassing van Middelen en Maatregelen en zodoende de patiënt te beschermen tegen machtsmisbruik en willekeur. Voorts omschrijft deze wet ook de rechten van de patiënt gedurende het onvrijwillige verblijf. Of er besloten wordt tot het verlenen van verplichte zorg is afhankelijk van de toetsing van subsidiariteit, doelmatigheid, proportionaliteit en veiligheid van de beoogde vorm van verplichte zorg. Een gedwongen opname in de psychiatrie (als het onder de WvGGZ geschiedt) is wettelijk mogelijk op de eerste twee onderstaande manieren (crisismaatregel en zorgmachtiging).

### Crisismaatregel ('CM')
Met een crisismaatregel wordt de patiënt tegen zijn zin met schriftelijke toestemming van de burgemeester en zo nodig met behulp van politie tijdelijk geplaatst op een gesloten afdeling van een psychiatrische kliniek. Er is alleen sprake van een indicatie voor een crisismaatregel als er binnen 24u (na aanvraag) een duidelijk verhoogd risico wordt geschat op 'ernstig nadeel' (voor de patiënt zelf, mensen om de patiënt heen of de maatschappij). Binnen drie werkdagen bezoekt een toegewezen advocaat de patiënt in de kliniek en vindt er een rechtszaak plaats, in aanwezigheid van eerdergenoemde advocaat, een rechter, een griffier en de behandelverantwoordelijk psychiater (of een psychiater in opleiding). Bij deze rechtszitting wordt er getoetst in hoeverre de crisismaatregel het risico op ernstig nadeel voorkomt en met welke verplichte zorg er de daaropvolgende (maximaal) 3 weken behandeld mag worden. De zitting duurt vaak minder dan 20 minuten. De rechter kan besluiten de crisismaatregel niet 'toe te wijzen' (en dat de patiënt dus per direct vrijwillig is) of besluiten tot voortzetting van de crisismaatregel (maximaal 3 weken). De rechter maakt meestal meteen zijn beslissing bekend en de patiënt krijgt altijd een officiële brief met daarin de uitspraak.
Na het opheffen of het verlopen van een CM gaat de patiënt soms naar een open afdeling of kan de verdere behandeling ambulant voortgezet worden. Ook kan de patiënt zich aan een voorgestelde behandeling onttrekken.

### Zorgmachtiging ('ZM')
Een zorgmachtiging is een juridisch kader dat kan worden aangevraagd door behandelaren als er sprake is van een verhoogd risico op ernstig nadeel, maar dit niet binnen 24 uur zal lijden tot acuut gevaar. Ook moet vrijwillige behandeling niet mogelijk zijn (of meerdere keren niet gelukt zijn). Een patiënt wordt altijd in staat gesteld om zelf voorkeuren en wensen aan te geven bij de rechtbank als een behandelaar een aanvraag doet voor een zorgmachtiging. Dit kan middels een 'plan van aanpak', en via een 'zorgkaart'. De behandelaar stelt een 'zorgplan' op voor de Officier van Justitie, waarin hij uitlegt waarom hij denkt dat een zorgmachtiging nodig is voor de patiënt. Hierna zal er, op verzoek van de betrokken Geneesheer-Directeur, een psychiatrische beoordeling plaatsvinden van de patiënt door een psychiater met wie de patiënt geen behandelrelatie heeft (een onafhankelijke beoordeling). Een zorgmachtiging wordt meestal, als het een eerste keer betreft, voor zes maanden afgegeven. Deze kan uiteindelijk verlengd worden, na een aanvraag hiertoe, tot maximaal twee jaar. Alle vormen van verplichte zorg (zoals opname, toedienen van medicatie, verplichte voeding, et cetera) zullen altijd pas ingezet worden als deze als doelmatig, proportioneel, subsidiair en veilig worden beoordeeld door de behandelaar en de Geneesheer-Directeur van de psychiatrische instelling.
Mensen kunnen dus ook sinds ingang van de WvGGZ thuis verplichte zorg krijgen; het is niet altijd een voorwaarde om hiervoor ook gedwongen opgenomen te worden.

### Strafrecht
Op last van de rechter kan iemand, na rapportering door twee gedragskundigen, conform artikel 37 van het Wetboek van Strafrecht gedurende een jaar gedwongen worden opgenomen in een psychiatrische instelling. Dit kan alleen als de persoon een strafbaar feit heeft gepleegd en bovendien een gevaar is voor zichzelf of anderen of voor de algemene veiligheid van mensen of goederen. Voorwaarde is dat het strafbare feit de persoon niet kan worden toegerekend wegens een gebrekkige ontwikkeling of ziekelijke stoornis van de geestvermogens.

## Antipsychiatrie
In de jaren 70 ontstond een beweging die bekendheid kreeg als de antipsychiatrie. Ze had ernstige kritiek op de traditionele medische invalshoek van de psychiatrie van die tijd. Een belangrijke exponent was Ronald Laing, die zichzelf overigens niet tot de anti-psychiatrie rekende. In Nederland kreeg de jonge psychiater Jan Foudraine met zijn boek Wie is van hout veel aandacht voor een andere wijze van denken over psychische stoornissen. Een boekverfilming die uit de antipsychiatrie voortvloeide is One Flew Over the Cuckoo's Nest.
Terwijl in de psychiatrie zèlf de discussie momenteel – mede onder invloed van de opkomst van een primair "biologisch" georiënteerde benadering – grotendeels lijkt verstomd, hebben op een ander niveau psychiaters als Stanislav Grof, Arno Gruen en Horst-Eberhard Richter de kwestie van geestelijke (volks)gezondheid inmiddels geherdefinieerd als een van de belangrijkste kernproblemen van de geseculariseerde, hoog-geïndustrialiseerde en geglobaliseerde samenleving als geheel.

## Verdere kritiek
Veel kritiek en discussie heeft zich gericht op de effectiviteit, bijwerkingen en het routinematig gebruik van psychiatrische medicatie. Critici vragen zich af of psychiatrische geneesmiddelen wel inderdaad het effect hebben dat wordt geclaimd. Er is geclaimd dat fabrikanten invloed hebben uitgeoefend op het wetenschappelijk onderzoek naar de werkzaamheid van geneesmiddelen, bijvoorbeeld door gemelde bijwerkingen te verdoezelen (toegenomen kans op zelfmoord bij bepaalde anti-depressieve middelen, vooral bij jongeren). Hard bewijs voor dit verdoezelen, evenals voor de geclaimde toegenomen suïcidaliteit, ontbreekt. De enthousiaste verhalen kort na het op de markt komen van veel middelen zoals de antidepressiva uit de groep van de SSRI's hebben ertoe geleid dat het gebruik ervan explosief toenam. Dit is een verschijnsel dat bij veel geneesmiddelen optreedt. Vrijwel altijd volgt dan enige jaren later een tegenreactie, het middel blijkt toch ook bijwerkingen en nadelen te hebben en niet zo goed te werken als iedereen graag wilde geloven.
Een dergelijke situatie lijkt op dit moment op te treden bij het gebruik van middelen als Ritalin voor ADHD, een diagnose die bij steeds meer kinderen wordt gesteld die vroeger gewoon als 'lastig' zouden zijn benoemd.
Voorts bestaat er ook bij veel psychiatrische ziektebeelden, met name bij depressie, een natuurlijke tendens tot genezing of althans verbetering, en hoewel de meerwaarde van antidepressivum in een groot aantal dubbelblinde gerandomiseerde onderzoeken is aangetoond, is het verschil met de niet-behandelde controlegroep lang niet altijd spectaculair.
- Critici wijzen ook op de problemen met de betrouwbaarheid van het hele diagnostisch systeem van de psychiatrie (Williams et al, 1992; McGorry et al., 1995; Hirschfeld et al., 2003).
- Sommige psychiaters zijn ook niet overtuigd van de 'biologische hypothese' die in de inleiding werd genoemd.
- Er wordt voorts herhaaldelijk gewezen op de geschiedenis van de psychiatrie, waarin vele wreedheden zijn begaan waaronder het lichtvaardig gebruik van elektroshocks en hersenoperaties.
- Onder bepaalde politieke systemen zijn in het verleden onder het mom van psychiatrie - al dan niet met instemming en medewerking van psychiaters - excessen voorgekomen, zoals in Hitler-Duitsland, in de Sovjet-Unie onder Stalin en ook nog daarna. Berucht is ook het uiterst omstreden en geheime Project MK-ULTRA en met name de rol die de destijds vooraanstaande Amerikaanse psychiater Donald Ewen Cameron daarin vervulde met zijn zogenaamde Psychic driving-experimenten.
- Er is bewijs dat geavanceerde psychotherapie effectiever kan zijn bij een acute psychose dan uitsluitend medicinale behandeling, ook in de acute fase (eerste drie weken) van een opname.[16] Daarbij is er bewijs dat het gebruik van antipsychotica de kans op chronische ziekte vergroot, een aantal ernstige bijwerkingen kan hebben (waaronder het Maligne neuroleptisch syndroom) en onder meer bij oudere gebruikers kan leiden tot een vroegtijdige dood.[17][18][19] De Britse overheidsorganisatie National Institute for Health and Clinical Excellence (Nice) probeert gezondheidsinstellingen inmiddels met richtlijnen ertoe te bewegen de toegang van schizofreniepatiënten tot psychotherapeutische behandelingen te verbeteren.[20]

## Opleiding
Een erkende opleiding in de psychiatrie start in Nederland en Vlaanderen na het behalen van het basis-artsendiploma. Het is dan een master-na-masteropleiding, zo onder meer te:
- Universiteit Antwerpen
- Universiteit van Amsterdam
- Vrije Universiteit Brussel
- Universiteit Gent
- Rijksuniversiteit Groningen
- Universiteit Leiden
- Universiteit Maastricht
- Katholieke Universiteit Leuven
- Erasmus MC - Universitair Medisch Centrum Rotterdam
- Universiteit Utrecht
- Radboud Universiteit Nijmegen